# Kvarteret Tigern, Söderhamn

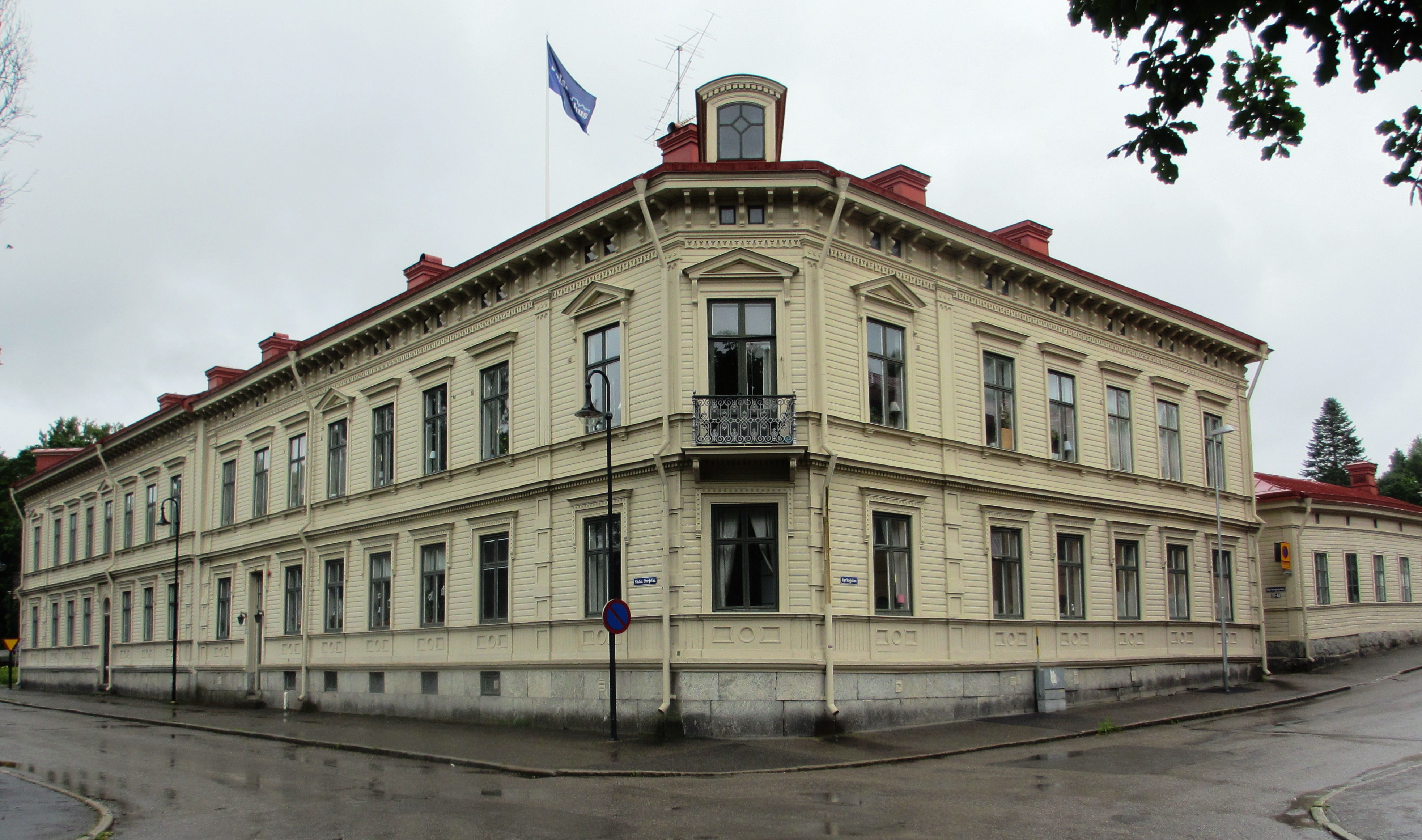
Kvarteret Tigerns nordvästra del, hörnet Västra Storgatan–Kyrkogatan.

Kvarteret Tigern är ett kvarter i Söderhamn.
Efter att den tidigare bebyggelsen förstörts i stadsbranden 1876 uppfördes 1878 ny bebyggelse i kvarteret, vilken grupperade sig runt en fyrkantig innergård. Arkitekt var C. Dahlgren och byggherrar C.M. Ellberg (Tigern 3) och Johan Gustaf Brolin (Tigern 4). Den södra delen av kvarteret revs i början av 1980-talet, medan två av husen renoverades 1985. Den östra delen totalförstördes i en brand, men återuppbyggdes med bevarade fasaddetaljer. 
Byggnaderna är med sina påkostade fasader exempel på det sena 1800-talet träarkitektur, i vilken man försökte efterlikna de större städernas stenhus.